# Alte Schmiede (Serkowitz)
Die Alte Schmiede steht im Dorfkern des Stadtteils Serkowitz der sächsischen Stadt Radebeul, schräg gegenüber vom Gasthof Serkowitz in der Kötzschenbrodaer Straße 50.

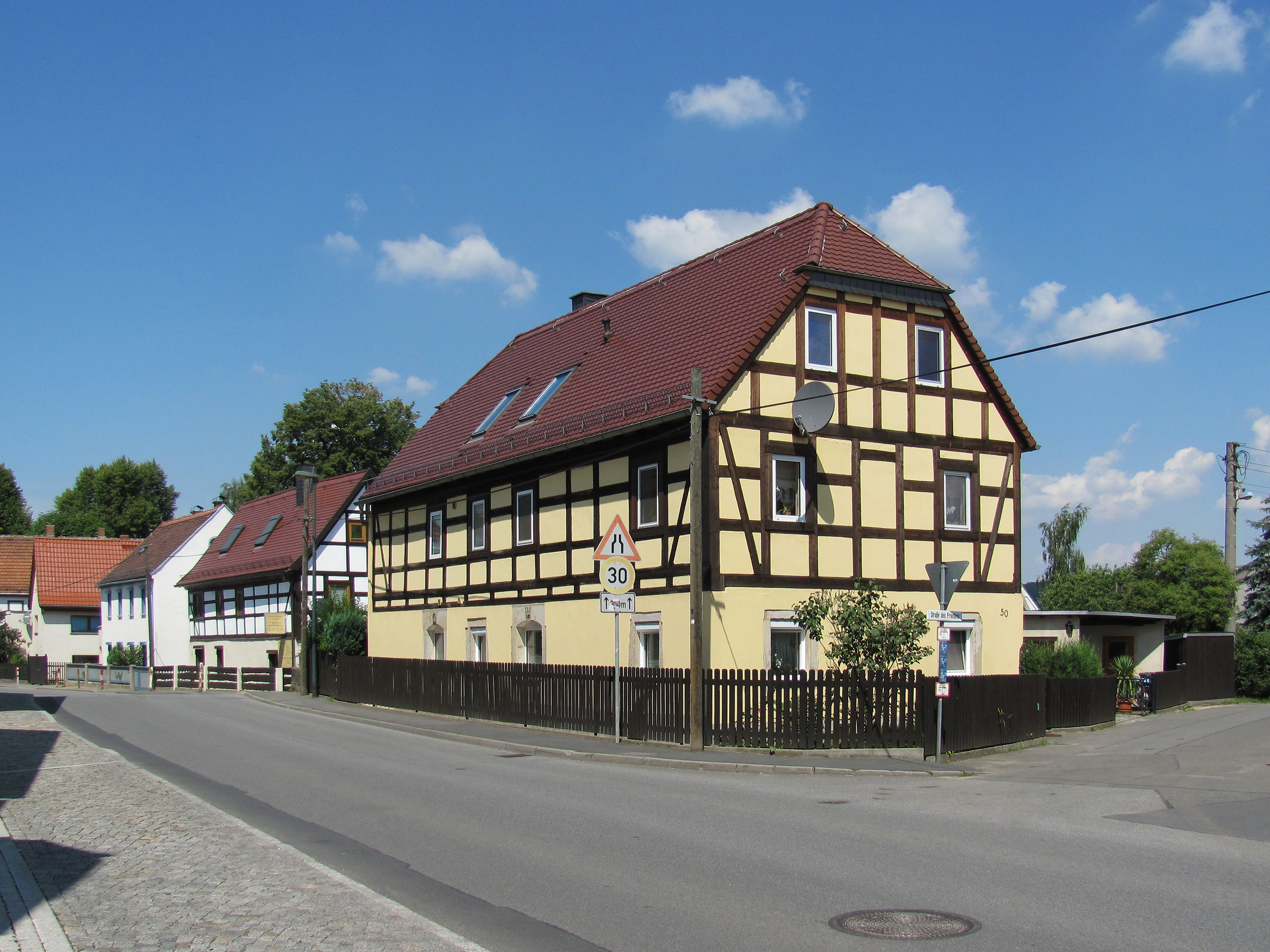
Alte Schmiede, links dahinter das Wohnhaus des Gehöfts Bahnsteg 1

## Beschreibung
Das unter Denkmalschutz stehende, heutige Wohnhaus ist ein zweigeschossiges, „stattliches Bauernhaus“, das traufständig zur Straße ausgerichtet ist. Rechts vor ihm zweigt die Straße des Friedens ab, links verläuft der Mühlgraben.
Das Erdgeschoss ist massiv ausgeführt, das Obergeschoss und die Giebel sind aus Fachwerk. Als „bemerkenswert [gilt] das weithin sichtbare Krüppelwalmdach“, das ehemals ziegelgedeckt war. Der Baukörper ist in der Längsrichtung drei plus eine Fensterachsen lang, die Nebenansicht ist dreiachsig.
Die beiden äußeren der drei Fensterachsen in der Hauptansicht sind im Erdgeschoss stichbogig ausgeführt, jeweils mit einem Schlussstein. Einer trägt die Datierung 1814 sowie ein Hufeisen, der andere zeigt die Initialen CGK sowie die Hausnummer No.50, wobei die Zahl 50 als spätere, neue Hausnummer nachträglich angebracht wurde.